# Emir Kusturica
Emir Kusturica [émir kústurica] (srbsko Емир Кустурица), srbski režiser, * 24. november 1954, Sarajevo, Bosna in Hercegovina.
Kusturica je za svoje kratke filme že v srednji šoli prejel odlikovanja. Na Filmski akademiji v Pragi (FAMU) se je izšolal na področju filmske režije. Njegov študentski film, »Gernika«, posnet po noveli Alije Isakovića, je zmagal na Festivalu študentskega filma v Karlovih Varih. V času študija je zrežiral tudi dva kratka filma: »Jedan deo istine« in »Jesen«.

## Življenje in delo
Emir Kusturica se je po koncu študija vrnil v Bosno, kjer je pričel profesionalno kariero na Televiziji Sarajevo. Njegov prvi, kontroverzni film »Nevjeste dolaze«, je izzval veliko polemik in je bil tudi prepovedan zaradi »eksplicitnega obravnavanja seksualnih tabujev«. Več sreče je imel z naslednjim televizijskim filmom »Bife Titanik«, zasnovanem na zgodbi Nobelovega nagrajenca Iva Andrića, za katerega je osvojil nagrado za režijo na narodnem Televizijskem festivalu v Portorožu.
Na področje celovečernih igranih filmov je debitiral s filmom Se spomniš, Dolly Bell?, nastalem leta 1981 po scenariju Abdulaha Sidrana. Za ta film je prejel 2 nagradi: Zlatega Leva za najboljši debitantski film na Beneškem filmskem festivalu, ter nagrade FIPRESCI, AGIS in CIDLAC na Festivalu jugoslovanskega igranega filma v Pulju (1981). Svoj talent je pokazal še v naslednjem filmu Oče na službeni poti (1985), ki ga je ustvaril z istim scenaristom. Ta stvaritev mu je prinesla Zlato palmo na Filmskem festivalu v Cannesu ter nominacijo za Oskarja za najboljši tujejezični film, Ameriške filmske akademije.
Emir Kusturica je sprva predaval režijo na Akademiji scenskih umetnosti v Sarajevu. Po odhodu iz BiH je predaval na Univerzi Columbia v New Yorku. Eden njegovih ameriških študentov David Atkins mu je takrat pokazal scenarij, iz katerega je nastal Kusturičev prvenec v angleškem jeziku – Sanje v Arizoni (1993), s Faye Dunaway, Johnny Deppom in Jerryjem Lewisom v glavnih vlogah. Film je nagrajen s Srebrnim Medvedom ter posebno nagrado žirije na Filmskem festivalu v Berlinu leta 1993.
Naslednji film Podzemlje iz leta 1995, je prinesel Kusturici drugo Zlato palmo na Filmskem festivalu v Cannesu.
Kusturica je med drugim aktiven tudi na glasbenem področju; nekaj časa je igral bas kitaro v skupini Zabranjeno pušenje, sedaj pa nastopa kot vodja skupine Emir Kusturica & the No Smoking Orchestra.
Aprila 2024, med rusko invazijo na Ukrajino, je Kusturica obiskal ruskega predsednika Vladimirja Putina, kjer mu je predlagal snemanje filmov v Rusiji ter predstavil svoje ideje o filmih povezanih z Rusijo. Putinu se je tudi zahvalil za »izjemno zgodovinsko pravičnost« in o ruski vojni proti Ukrajini rekel, da je  »za nas boj« ter trdil, da so na Hrvaškem »banderiti« med 2. svetovno vojno »izgnali 230.000 Srbov«. Kusturica je podporo Putinu in vojni proti Ukrajini sicer izjasnil že večkrat v preteklosti.

## Filmografija
- Kratki filmi:
Gernika (1978)
- TV filmi:
Nevjeste dolaze (1979)
Bife Titanik (1980)
- Celovečerni filmi:
Se spomniš, Dolly Bell? (1981)
Oče na službeni poti (1985)
Dom za obešanje (1988)
Sanje v Arizoni (1993)
Podzemlje - Underground (1995)
Črna mačka, beli mačkon (1998)
Življenje je čudež (2004)
Zaobljuba (2007)
Ljubezen in vojna (2016)

## Priznanja
Nagrade
- Guernica - prva nagrada na Študentskem filmskem festivalu v Karlovih Varih, (1978)
- Se spomniš, Dolly Bell? - Zlati lev na Filmskem festivalu v Benetkah, (1981)
- Oče na službeni poti - Zlata palma na Filmskem festivalu v Cannesu, nagrada FIPRESCI (mednarodna žirija filmskih kritikov), nominiran za najboljši tujejezični film Ameriške filmske akademije, (1985)
- Dom za obešanje - nagrada za najboljšo režijo na Filmskem festivalu v Cannesu (1989)
- Sanje v Arizoni - Srebrni medved na Filmskem festivalu v Berlinu, (1993)
- Podzemlje - Zlata palma na Filmskem festivalu v Cannesu, (1995)
- Drvengrad (Woodentown) - nagrada Philippe Rotthier za evropsko arhitekturo, (2005)